# Белимелецът
„Белимелецът“ е български телевизионен игрален филм (новела, историческа драма) от 1974 година, по сценарий на Павел Павлов и режисура на Теодоси Попов. Оператор е Райко Стефанов. Музикален оформител на филма е Димитър Герджиков, а художници са Радостин Чомаков и Николай Тодоров. 
Филмът е снет по едноименния разказ на Иван Вазов.

## Актьорски състав
| В главните роли              | Изпълнител         |
| ---------------------------- | ------------------ |
| хайдутинът Славчо белимелеца | Атанас Воденичаров |
| Вълкана , жената на Славчо   | Ани Спасова        |
| онбашията                    | Венелин Пехливанов |
| ятакът                       | Иван Налбантов     |
| чорбаджи Недьо               | Владимир Давчев    |
| чорбаджияката                | Димитрина Савова   |
|                              | Веселин Михайлов   |